# Savoy Westend (hotel)
Vila Savoy Westend, původního názvu Savoy-Westend-Hotel, po druhé světové válce lázeňské sanatorium Thomayer, se nachází v lázeňské části Karlových Varů ve čtvrti Westend v ulici Petra Velikého 583/16. Objekt si v roce 1897 postavil podle projektu Alfreda Bayera stavitel Josef Waldert.
Stavba byla prohlášena kulturní památkou, památkově chráněna je od 14. července 1995, rejstř. č. ÚSKP 10777/4-5018.

## Historie
Vila byla postavena v ulici Westendstrasse (dnes Petra Velikého) jako hotel a nazvána Savoy Westend na počest savojské dynastie ve sjednocené Itálii. Stavba probíhala v letech 1896–1897 podle projektu karlovarského rodáka a vídeňského architekta Alfreda Bayera. Stavebník i stavitel v jedné osobě byl významný městský stavitel v Karlových Varech Josef Waldert. V období let 1897–1903 byla k severnímu průčelí připojena dřevěná veranda. Práce vedl Florian Neuburger z Karlových Varů.
Josef Waldert spolu s manželkou Barbarou vlastnili budovu do roku 1914.
Během druhé světové války se hotel, jakož i ostatní lázeňské domy a hotely v Karlových Varech, změnil na vojenskou nemocnici pro německé vojáky. Po válce byla vila znárodněna. Pod novým jménem Thomayer ji vedl určený národní správce Eduard Slovák. V roce 1952 spadala budova pod správu lázeňského ředitelství. Roku 1957, kdy vznikl podnik Československé státní lázně, pak již jako lázeňský ústav Thomayer přešla pod tuto instituci. Jeho depandancí se stala Vila Kleopatra.
V letech 2004–2005 prošla vila, již opět pod jménem Savoy Westend, spolu s celým hotelovým resortem Savoy Westend důkladnou rekonstrukcí. Areál byl pro veřejnost znovu otevřen v červnu 2005.
V současnosti (srpen 2024) je stavba evidována jako objekt občanské vybavenosti v majetku společnosti Lunisoft, s. r. o., jejímž jediným vlastníkem je ruská společnost Hotel-Holding.

## Popis
Vila se nachází ve čtvrti Westend v ulici Zámecký vrch 918/34. Inspirací pro architektonickou kompozici byla goticko-renesanční šlechtická sídla ve Francii. Použitím nápadných věží, obranných věžiček a štítových rizalitů vznikla romantická stavba ve formě francouzské hradní architektury.
Čtyřpodlažní objekt s podkrovím je postaven na nepravidelném, téměř obdélném půdorysu. Vstupní průčelí je orientováno do ulice Petra Velikého, se vstupem umístěným do vysunuté lodžie s terasou. Střední mělký rizalit s balkonem ve druhém patře je zakončen dlátkovou střechou s lucernou. Jihovýchodní nárožní rizalit s arkýřem v prvém a druhém patře je ukončen vysokým štítem s věžičkou po stranách i na vrcholu. Jihozápadní nároží zdobí rizalit ve formě nápadné osmiboké věže na vrcholu s cimbuřím a vyhlídkovou terasou. Na západním průčelí je též střední rizalit, zde s věžovitým arkýřem. Severozápadní nároží má mohutnou válcovou věž s kuželovou střechou s lucernou. Okna v přízemí jsou nahoře půlkruhová se štukovým orámováním záklenků, ve druhém a třetím patře obdélná se štukovými paspartami, ve štítech a horních částech věží jsou menší, půlkruhová.

## Zajímavosti

### Perský šáh Muzaffaruddín
Josef Waldert hotel Savoy Westend nejen vlastnil, ale též pronajímal. V červnu 1902, kdy nájemcem byl Anton Aulich, zavítal do Karlových Varů jeden z nejbohatších lázeňských hostů v historii města. Byl jím perský šáh Muzaffaruddín. Přijel se svým vnukem, následníkem trůnu, a 43členným doprovodem. Šáh si nechal do karlovarské Kreditní banky deponovat tři miliony franků, utratil však necelý milion. V krejčovství Felix Zawojský na Tržišti si dal ušít několik obleků, všem členům doprovodu pořídil spodní prádlo, nakoupil proslulé karlovarské pušky i suvenýry z karlovarského vřídlovce. Též přispěl na nemocnici a na chudé.

### President T. G. Masaryk
Později, když se o hotel starali nájemci manželé Jensenovi, býval zde vzácným hostem prezident Československé republiky Tomáš Garrigue Masaryk. V letech 1924–1933 přijel celkem osmkrát na odpočinkové pobyty, často spolu s členy své rodiny – dcerou Alicí a synem Janem s manželkou Frances, rozenou Crane.